# ミゲル・ペレス・クエスタ
ミチュ(Michu)こと ミゲル・ペレス・クエスタ（Miguel Pérez Cuesta, 1986年3月21日 - ）は、スペイン・オビエド出身の同国代表にも選出された元サッカー選手。ポジションはフォワード、ミッドフィールダー。

## 経歴

### クラブ
アストゥリアス州オビエド生まれ。地元のレアル・オビエドの下部組織で育ち、2003-04シーズン、テルセーラ・ディビシオン（4部相当）に在籍していたトップチームで初出場を果たした。2007年夏、セグンダ・ディビシオンB（3部相当）のセルタ・デ・ビーゴBに移籍。2007-08シーズン中頃、セグンダ・ディビシオン（2部）に在籍していたトップチームに招集され、シーズン終盤にはレギュラーに定着した。2010年1月中旬、バーミンガム・シティFCに移籍したミチェルの後釜を探していたスポルティング・デ・ヒホンへの移籍が取り沙汰されたが、ミチュは結局セルタに残留した。2009-10シーズンと2010-11シーズンはそれぞれ6得点した。2010-11シーズンのリーグ戦はプリメーラ・ディビシオン（1部）昇格プレーオフ出場圏内の6位で終え、プレーオフではグラナダCFと対戦。ホームでのファーストレグでは試合唯一の得点を決めたが、セカンドレグではPK戦でPKを外し、昇格の夢は潰えた。
セルタとの契約が満了したため、2011年7月27日、プリメーラ・ディビシオンに昇格したばかりのラージョ・バジェカーノと2年契約を結んだ。8月28日のアスレティック・ビルバオ戦(1-1)でデビュー。移籍後は得点力が格段に向上し、レアル・ソシエダ戦(4-0)やラシン・サンタンデール戦(4-2)やCAオサスナ戦(6-0)で1試合2得点を達成し、結果的に優勝したレアル・マドリード戦(2-6)でも得点するなど、ミッドフィールダーとしてはリーグ最多の16得点をマークして残留の立役者となった。
2012年7月20日、プレミアリーグのスウォンジー・シティAFCと3年契約を交わした。移籍金は200万ポンド。スウォンジはギルフィ・シグルズソンを放出しており、4-2-3-1フォーメーションのトップ下を務められる選手を探していた。背番号9を与えられ、フォワードのポジションでもプレーした。8月18日のクイーンズ・パーク・レンジャーズFC戦(5-0)でプレミアリーグデビューし、移籍後初得点を含む2得点を挙げるとともに、スコット・シンクレアの得点をアシスト。試合後には、2得点1アシストを記録したデビュー戦を「信じられない」と語った。8月25日のウェストハム・ユナイテッドFC戦(3-0)でも得点して得点ランキングの首位を維持し、翌節のサンダーランドAFC戦(2-2)でも得点した。12月1日にエミレーツ・スタジアムで行われたアーセナルFC戦(2-0)では2得点を挙げ、スウォンジーを7位に押し上げた。
2014年7月、SSCナポリへのレンタル移籍が決定。しかし足首の負傷に悩まされセリエAでのプレーは147分間に留まり1シーズンでレンタルバックすると2015年11月9日にスウォンジーとの契約を解除した。
翌日、故郷アストゥリアスのクラブでありテルセーラ所属のUPラングレオに加入し、自身の兄による指揮の下プレーすることとなった。翌シーズンより古巣でありフェルナンド・イエロが指揮を執るオビエドへ約10年振りに復帰した。
2017年7月、現役引退を表明した。スポークスマンは引退の理由としてスウォンジー時代から悩まされ続けた右足首の負傷の状態が限界まできていたと発表し、今後は指導者の道を目指していくとしている。

### 代表
ダビド・ビジャの負傷離脱を受け、2013年10月にスペイン代表に初招集され、15日に行われた2014 FIFAワールドカップ・ヨーロッパ予選のベラルーシ代表戦で代表初出場を果たした。

## 人物
- 2012年11月、ミチュと同じくプレミアリーグのクラブでプレーするサンティ・カソルラやフアン・マヌエル・マタとともに、財政難に苦しむ古巣レアル・オビエドの株式を購入した。オビエドはセグンダ・ディビシオンB（3部相当）に在籍しており、クラブ存続の危機に立たされて200万ユーロの資金を必要としていた[22]。ミチュはスウォンジーの公式ウェブサイトを通じてオビエドへの愛情を示し、「オビエドは地元のクラブであり、愛するクラブである。（資金が）十分であることを願っている」と語った[23]。
- ノルウェー代表アーリング・ハーランドが、憧れた選手としてミチュの名を挙げている[24]。

## 所属クラブ

### ユース経歴
- レアル・オビエド 1994-2003

### プロ経歴
- レアル・オビエド 2003-2007
- セルタ・デ・ビーゴB 2007-2008
- セルタ・デ・ビーゴ 2008-2011
- ラージョ・バジェカーノ 2011-2012
- スウォンジー・シティAFC 2012-2015

→ SSCナポリ 2014-2015 (loan)
- UPラングレオ 2015-2016
- レアル・オビエド 2016-2017

## タイトル
スウォンジー
- フットボールリーグカップ : 2012-13

ナポリ
- スーペルコッパ・イタリアーナ : 2014